# زوندرت
زوندرت (به هلندی: Zundert) یک شهرستان هلند در هلند است که در برابانت شمالی واقع شده‌است.

## خصوصیات
زوندرت ۱۲ متر بالاتر از سطح دریا واقع شده‌است.